# Prionyx subfuscatus
Prionyx subfuscatus là một loài côn trùng cánh màng trong họ Sphecidae, thuộc chi Prionyx. Loài này được Dahlbom miêu tả khoa học đầu tiên năm 1845.